# Ypthima peguana
Ypthima peguana är en fjärilsart som beskrevs av Evans 1924. Ypthima peguana ingår i släktet Ypthima och familjen praktfjärilar. Inga underarter finns listade i Catalogue of Life.